# Henry Labouchere
Henry Labouchere, 1. baron Taunton (uváděn též jako Labouchère) (15. srpna 1798, Londýn, Anglie – 13. července 1869, Londýn, Anglie) byl britský státník z bankéřské rodiny. Přes třicet let byl poslancem Dolní sněmovny a během své kariéry byl několikrát členem vlády, mimo jiné zastával funkce ministra obchodu (1839–1841, 1847–1852) a ministra kolonií (1855–1858). V roce 1859 s titulem barona vstoupil do Sněmovny lordů.

## Kariéra

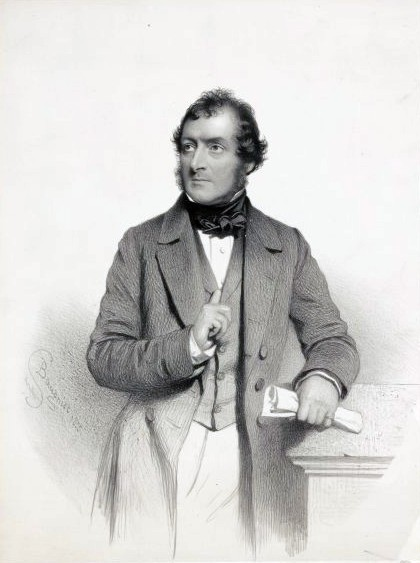
Henry Labouchere jako ministr kolonií (1855)

Pocházel z bankéřské rodiny francouzského původu, jeho předkové jako hugenoti přesídlili koncem 17. století do Nizozemí a později do Anglie. Byl synem Petera Caesara Labouchera (Pierre César Labouchère, 1771–1839), po matce Dorothy byl potomkem bankéřské rodiny Baringů. Studoval ve Winchesteru a Oxfordu a od mládí se věnoval politice. V letech 1826–1859 byl poslancem Dolní sněmovny, kde patřil ke straně whigů. Od roku 1830 zastupoval v parlamentu město Taunton, kde v roce 1835 výrazným rozdílem hlasů porazil pozdějšího premiéra Disraeliho. K nižším úřadům ve státní správě se dostal poprvé za Greyovy vlády, kdy zastával funkci civilního lorda admirality (1832–1834). Později v Melbournově vládě vykonával postupně několik funkcí, byl viceprezidentem úřadu pro obchod (1835–1839), státním podsekretářem války a kolonií (1839) a nakonec ministrem obchodu (1839–1841). Od roku 1835 byl též členem Tajné rady a v letech 1839–1841 souběžně nejvyšším mincmistrem (Master of the Mint). V letech 1841–1846 patřil k liberální opozici proti Peelově vládě a do vysokých funkcí se vrátil v rámci Russellova kabinetu. V letech 1846–1847 byl ministrem pro Irsko a poté znovu ministrem obchodu (1847–1852). Svou kariéru završil jako ministr kolonií v Palmerstonově vládě (1855–1858). V roce 1859 získal titul barona z Tauntonu a přešel do Sněmovny lordů.

## Rodinné a majetkové poměry

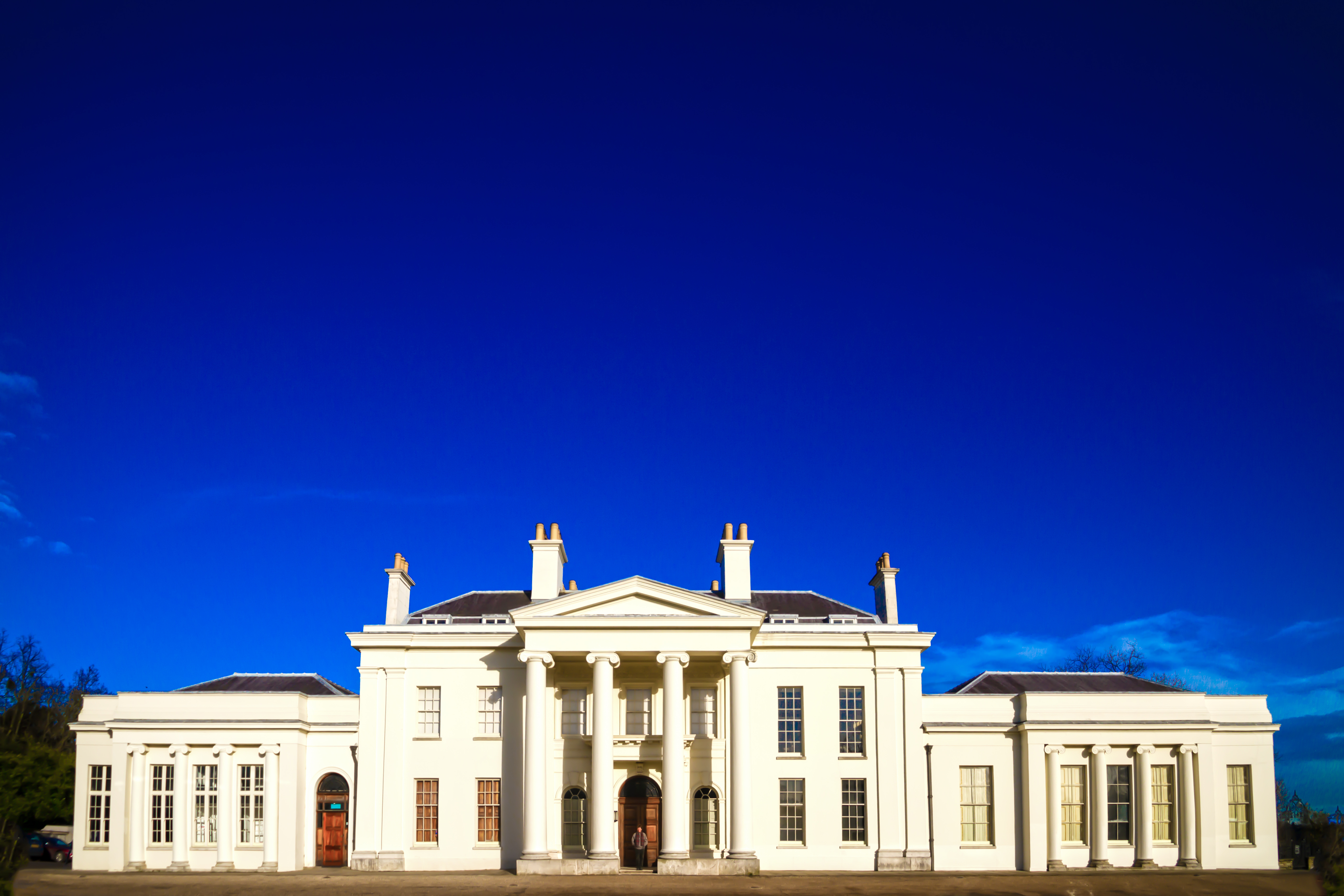
Zámek Hylands House (Essex), sídlo rodu Labouchere

Poprvé se oženil v roce 1840 se svou sestřenicí Frances Baringovou (1813–1850), sestrou ministra financí 1. barona Northbrooka. Po ovdovění se v roce 1852 znovu oženil s Mary Matildou Howardovou (1823–1892), dcerou významného politika 6. hraběte z Carlisle. Z prvního manželství měl Henry tři dcery a jeho úmrtím titul barona zanikl.
Majetkem rodu Labouchere bylo krátce panství Hylands House (Essex), které prošlo v průběhu staletí řadou majetkových změn a každý nový vlastník se snažil ze zdejšího zámku učinit dostatečně reprezentativní sídlo. Stejně tak jednal i Henryho otec Peter Caesar Labouchere, který panství koupil v roce 1814. Za jeho éry se zámek Hylands House stalo elegantní klasicistní sídlo doplněné bohatými uměleckými sbírkami. Po Peterově smrti Henry Labouchere panství hned v roce 1839 prodal a za 50 000 liber je koupil podnikatel John Attwood. Henry Labouchere mezitím v roce 1833 koupil panství Quantock Lodge (Essex), kde později nechal postavit zámek v novogotickém stylu. Jeho dalším sídlem byl londýnský palác na náměstí Belgrave Square, kde také zemřel.
Jeho synovec Henry Du Pré Labouchere (1831–1912) proslul jako novinář a spisovatel, byl též dlouholetým členem Dolní sněmovny. Z dalších generací rodu vynikl Sir George Peter Labouchere (1905–1999), který působil v diplomacii, byl velvyslancem v Belgii (1955–1960) a Španělsku (1960–1966).